# Live-Elektronik
Live-Elektronik ist eine Spielart der Elektroakustischen Musik, die mit Hilfe von Interpreten in Echtzeit während einer Aufführung entsteht. Die seit den 1950er Jahren im elektronischen Studio stattfindende Klangproduktion wird dabei auf die Bühne verlagert, wodurch starre elektronische Zuspielungen durch die flexiblere Methoden ersetzt werden. Damit gewinnt die Elektronik einen instrumentalen Charakter, was wiederum improvisatorische Möglichkeiten und eine freiere Gestaltung des Zeitablaufs eröffnet.
Immer wieder wird die Live-Elektronik von den Komponisten selbst gespielt, und damit die üblicherweise praktizierte Arbeitsteilung von Komponisten und Ausführenden aufgehoben.

## Entwicklung
Der Ausdruck „Live-Elektronik“ geht auf John Cage zurück, der ihn im Vorwort seiner Komposition Cartridge Music (1960) erstmals verwendete. Cage war auch der Komponist des frühesten Werks mit Live-Elektronik im engeren Sinne: In seiner bereits 1939 entstandenen Imaginary Landscape No. 1 für Klavier, Becken und zwei Plattenspieler werden diese von zwei Musikern wie Instrumente gespielt, indem die auf den Schallplatten gespeicherten Sinustöne durch Geschwindigkeitsveränderungen während der Aufführung manipuliert werden.
Ein frühes Beispiel live-elektronischer Musik stellt MIKROPHONIE I (1965) für großes Tamtam, zwei Mikrophone, zwei Bandpassfilter und Lautstärkeregler von Karlheinz Stockhausen dar. Hier wird der musikalische Prozess in drei selbständige Bereiche aufgespalten: Schallerzeugung (zwei Ausführende bringen das Tamtam mit unterschiedlichsten Mitteln zum Erklingen) – Schallaufnahme (zwei Musiker tasten die schwingende Metalloberfläche mit Mikrophonen ab) – Schalltransformation (Bedienung der Filter und Lautstärkenregler durch zwei weitere Musiker). Das Mikrophon wird dabei zum Instrument und dient dem Hörbarmachen des sonst Unhörbaren.
Einen speziellen Umgang mit Live-Elektronik pflegt der kanadische Komponist Alvin Lucier. In seiner Performance I Am Sitting in a Room (1969) spricht der Komponist einen Text auf Tonband. Dieser wird anschließend über einen Lautsprecher zurück in den Raum gespielt und mit einem Mikrophon auf ein zweites Tonband aufgenommen. Dieser Überspielvorgang wird so oft wiederholt, bis zuletzt nur mehr die Raumresonanzen hörbar bleiben.
Im 1971 gegründeten Experimentalstudio der Heinrich-Strobel-Stiftung am SWR in Freiburg konzentrierte man sich vor allem auf die live-elektronische Manipulation des Raumklanges. Hierfür wurde ein eigener Raumklang-Verteiler – das „Halaphon“ (benannt nach seinen Entwicklern Hans Peter Haller und Peter Lawo) – konstruiert, der u. a. von Luigi Nono in Werken wie Prometeo (1984) verwendet wurde.
Das 1977 von Pierre Boulez gegründete IRCAM richtete sein Augenmerk auf den digitalen Umgang und die algorithmische Steuerung der Live-Elektronik, was zur Entwicklung von Musikcomputern führte, die Klangmanipulationen in Echtzeit ermöglichten. In Boulez’ Repons (1981 ff.) verbinden sich akustische Instrumente, Live-Elektronik und mehrkanalige Klangprojektion.
Die Verfügbarkeit leistungsfähiger und erschwinglicher personal computer führte ab Ende der 1980er Jahre zur Entwicklung eigener Programmiersprachen zur Klangmanipulation in Echtzeit wie Max/MSP und Pd, wodurch die Live-Elektronik nicht mehr an aufwendige analoge Studioapparaturen gekoppelt war. Die erforderlichen Komponenten lassen sich nunmehr als Software-Module realisieren und können auf einem Laptop eingesetzt werden.